# 니슈긴

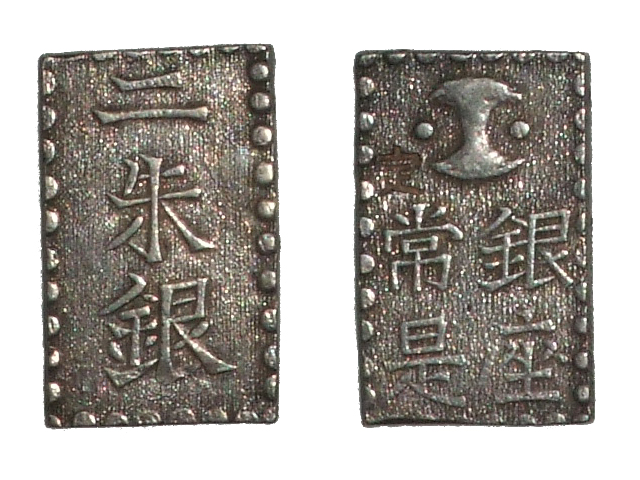
니슈긴

니슈긴(일본어: 二朱銀→이주은)은 일본에서 에도 시대에 통용되던 은화이다. 8닢이 금화 한 닢에 해당하였다.